# 杨家堡镇
杨家堡镇，是中华人民共和国辽宁省鞍山市岫岩满族自治县下辖的一个乡镇级行政单位。

## 行政区划
杨家堡镇下辖以下地区：
团山村、邓家堡村、松树秧村、夹道沟村、兴开岭村、杨家堡村和苏家堡村。

## 全国重点文物保护单位
- 卧龙山山城遗址：位于杨家堡村卧龙村民组北山上，为隋唐时代为防止大唐进攻而在山上筑的石城。。